# Azay-le-Brûlé
Azay-le-Brûlé je francouzská obec v regionu Poitou-Charentes v departementu Deux-Sèvres. Na území města byla římská osada, zachoval se most postavený Římany. Nachází se zde kostel z 15. století a zbytky kláštera z téže doby.
V okolí města jsou pastviny pro hovězí dobytek a pěstuje se víno. Ve městě je místní knihovna.

## Vývoj počtu obyvatel
Počet obyvatel